# Trachymene pulvilliforma
Trachymene pulvilliforma är en flockblommig växtart som beskrevs av Buwalda. Trachymene pulvilliforma ingår i släktet Trachymene och familjen flockblommiga växter. Inga underarter finns listade i Catalogue of Life.